# Língua bumthang
O bumthang (bumthangkha) é uma língua sino-tibetana falada por cerca de 200 mil pessoas no Butão, mais especificamente no distrito de Bumthang e regiões vizinhas.
O bumthang é próximo de línguas como o kheng, o kurtöp e o dzongkha (butanês). Ele compartilha cerca de 92% de similaridade lexical com o kheng, 70% com o kurtöp e entre 47% e 65% com o dzongkha. É linguisticamente considerável que o bumthang, o kheng e o kurtöp sejam dialetos de uma única língua. O bumthang tem quatro dialetos principais: ura, tang, chogor e chumat.
No início do séc. XIX, o fotógrafo John Claude White ao visitar a região central  do atual Butão, notou que as pessoas falavam uma língua diferente do tibetano:
“Entre as pessoas do Oriente que vivem além de Pele-la, a maior parte da população não é de origem tibetana, nem fala tibetano. Dou algumas palavras que eles usam, soletradas foneticamente, que me parecem diferentes das de derivação tibetana. Gami = fogo, Nut = cevada, Mai = casa, Tyu = leite, Yak = mão, Tsoroshai = venha aqui. A origem deles não é clara, mas ... Eles são de um tipo diferente dos ocidentais, menores em estatura, a pele é mais escura e apresenta características mais finas, e suas vestimentas são diferentes. ”
Com base nas palavras documentadas e as características citadas por ele, é claro que ele estava se referindo ao que hoje sabemos que são os falantes de bumthang.

## Fonologia

### Consoantes
|                     |                     | bilabial | dental | alveolar | palato-alveolar | retroflexa | palatal | velar | glotal | palatal-glotal | labiovelar |
| ------------------- | ------------------- | -------- | ------ | -------- | --------------- | ---------- | ------- | ----- | ------ | -------------- | ---------- |
| nasal               | nasal               | m        | n̪      |          |                 |            | ɲ       | ŋ     |        |                |            |
| oclusiva            | desvozeada          | p        | t̪      |          |                 | ʈ          | c       | k     |        |                |            |
| oclusiva            | aspirada            | pʰ       | t̪ʰ     |          |                 | ʈʰ         | cʰ      | kʰ    |        |                |            |
| oclusiva            | vozeada             | b        | d̪      |          |                 | ɖ          | ɟ       | g     |        |                |            |
| fricativa           | desvozeada          |          |        | s        | ʃ               |            |         |       | h      | hʲ             |            |
| fricativa           | aspirada            |          |        | sʰ       | ʃʰ              |            |         |       |        |                |            |
| fricativa           | vozeada             |          |        | z        | ʒ               |            |         |       |        |                |            |
| aproximante         | aproximante         |          |        |          |                 |            | j       |       | ʔ̞      |                | w          |
| africada            | desvozeada          |          |        | t͡s       |                 |            |         |       |        |                |            |
| africada            | aspirada            |          |        | t͡sʰ      |                 |            |         |       |        |                |            |
| africada            | vozeada             |          |        | d͡z       |                 |            |         |       |        |                |            |
| vibrante            | desvozeada          |          |        | r̥        |                 |            |         |       |        |                |            |
| vibrante            | aspirada            |          |        | rʰ       |                 |            |         |       |        |                |            |
| vibrante            | vozeada             |          |        | r ɼ      |                 |            |         |       |        |                |            |
| aproximante lateral | aproximante lateral |          |        | l̥ l      |                 |            |         |       |        |                |            |

### Vogais
|              | anterior | posterior |
| ------------ | -------- | --------- |
| fechada      | i y      | u         |
| semifechada  | e        | o         |
| semiaberta   | œ        |           |
| quase aberta | æ        |           |
| aberta       | a        |           |

### Tons
O bumthang tem dois tons, um alto e um baixo. Na transcrição, tom alto é representado por um apóstrofo antes da consoante inicial; no alfabeto tibetano as letras têm símbolos diferentes para cada tom.

## Escrita
A escrita tradicional da língua é o alfabeto tibetano, porém, dois tipos de transliteração são usados. O primeiro é a romanização padrão utilizada no butanês, o segundo é uma adaptação desta romanização para o bumthang proposta em 1995, ambos são mutuamente inteligíveis.

### Consoantes
| Escrita Tibetana | Romanização | Valor Fonético |
| ---------------- | ----------- | -------------- |
| ཀ་               | k           | [k]            |
| ཁ་               | kh          | [kʰ]           |
| ག་               | g           | [g]            |
| ང་               | ng          | [ŋ]            |
| ཅ་               | c           | [c]            |
| ཆ་               | ch          | [cʰ]           |
| ཇ་               | j           | [ɟ]            |
| ཉ་               | ny          | [ɲ]            |
| པ་               | p           | [p]            |
| ཕ་               | ph          | [pʰ]           |
| བ་               | b           | [b]            |
| མ་               | m           | [m]            |
| ཏ་               | t           | [t̪]            |
| ཐ་               | th          | [t̪ʰ]           |
| ད་               | d           | [d̪]            |
| ན་               | n           | [n̪]            |
| ཏྲ་               | tr          | [ʈ]            |
| ཐྲ་               | thr         | [ʈʰ]           |
| དྲ་               | dr          | [ɖ]            |
| ཙ་               | ts          | [t͡s]           |
| ཚ་               | tsh         | [t͡sʰ]          |
| ཛ་               | dz          | [d͡z]           |
| ས་               | s           | [s]            |
| ཟ་               | z           | [z]            |
| ཤ་               | sh          | [ʃ]            |
| ཞ་               | zh          | [ʒ]            |
| ཤྲ་               | shr         | [r̥]            |
| ཧྲ་               | hr          | [rʰ]           |
| ཞྲ་               | zhr         | [ɼ]            |
| ཝ་               | w           | [w]            |
| ཡ་               | y           | [j]            |
| ལ་               | l           | [l]            |
| ལྷ་               | lh          | [l̥]            |
| ར་               | r           | [r]            |
| ཧ་               | h           | [h]            |
| ཧྱ་               | hy          | [hʲ]           |

Há ainda modificação das letras para representar tons e encontros consonantais. O tom alto é marcado por uma modificação total ou parcial das consoantes, ex: རྣ་ ('n), སླ་ ('l), དབྲ་ ('d); na romanização, o tom alto é marcado por um apóstrofe antes da consoante.
Os encontros consonantais iniciais seguidos por r, l e w podem ser escritos com pela subscrição da segunda letra. Ex:  k (ཀ་) +r (ར་) = ཀྲ་, k (ཀ་) +l(ལ་) = ཀླ་; k (ཀ་) + w(ཝ་) = ཀྺ་.

### Vogais
As vogais são representadas por diacríticos nas consoantes. Se estiverem sozinhas, são representadas pelo pela letra འ་ se estiverem no tom baixo, ou pela letra ཨ་ se estiverem num tom alto. Se não houver diacríticos o som representado é [a]. Cada diacrítico a seguir representa o som em seguida: ེ [e], ི [i], ོ [o], ུ [u]. No caso dos sons [æ], [œ] e [y], a letra ལ་ é adicionada após os diacríticos de respectivamente [a], [o] e [u].

## Gramática
Estão presentes quatro casos gramaticais: o absolutivo, o ergativo, o genitivo e o dativo. A língua é ergativa-absolutiva, apesar do absolutivo não ser marcado. A ordem dos constituintes das frases é sujeito-objeto-verbo.

### Pronomes Pessoais
| Pessoa | Pessoa   | Absolutivo | Ergativo    | Genitivo        | Dativo |
| ------ | -------- | ---------- | ----------- | --------------- | ------ |
| 1ª     | Singular | ngat       | ngai/ngaile | ngae/ngale      | ngado  |
| 1ª     | Plural   | nget       | ngei/ngeile | nhe/ngele/ngegi | ngedo  |
| 2ª     | Singular | wet        | wi/wile     | we/wele         | wedo   |
| 2ª     | Plural   | yin        | yinle       | yinde           | yindu  |
| 3ª     | Singular | khit       | khi/khile   | khi/khile       | khidu  |
| 3ª     | Plural   | bot        | boi/boile   | böegi/boile     | bodo   |

### Ergativo
O ergativo pode ser marcado por dois sufixos distintos, le e i. Le é usado em substantivos e opcionalmente em pronomes pessoais, exceto yinle, onde o uso de le é obrigatório. Já i é usado nos demais pronomes pessoais.
O ergativo no bumthang não é necessariamente usado no agente de um verbo transitivo. Ex: ngat zam zus -eu (abs.) comi arroz; ngai zam zus -eu (erg.) comi arroz. Como no tibetano moderno e no butanês, o caso ergativo expressa um maior grau de agentividade ou volição no sujeito.

### Genitivo
O pronomes pessoais possuem formas genitivas especiais, que podem parecer com as formas ergativas. O sufixo le era originalmente genitivo, mas por influência do butanês, o sufixo gi passou a ser amplamente utilizado. Ex: yak-gi 'nyinphang -Cauda do iaque. Quando o substantivo termina em vogal, são usados os alomorfes e (nos dialetos tang e chogor) e i (nos dialetos 'ura e chunmat). Ex: ngae 'apae meng -O nome do meu pai.
Esses alomorfes aparentemente estão correlacionados etimologicamente ao sufixo i de mesma função no butanês. Os alomorfes e ou i às vezes, redundantemente, se combinam com o sufixo gi. Ex: po-i gi chewa -As presas da serpente.
Há também a distinção entre o genitivo enfático, que é formado pela junção do sufixo genitivo e o sufixo enfático ra. Ex: nga-rae -meu próprio; bo-rae -deles prórios.

### Dativo
O mesmo sufixo do dativo é utilizado para marcar o supino nos verbos. Em bumthang, dativo e sufixo não são duas categorias separadas, mas duas manifestações da categoria télica. A categoria télica marca o constituinte intático que representa o objetivo para o qual uma situação expressa por um verbo é direcionada. O sufixo télico marca tanto substantivos quanto complementos verbais supinos. A terminação télica é variável, porém sempre formada por uma consoante seguida de uma vogal. O que as determinará, respectivamente são a harmonia consonantal e a harmonia vocálica.
A consoante será g após k, ng após ng, t após t ou p, e d após demais consoantes. Ex: Thimphuk-gu -para Thimphu; krong-ngo -para o vilarejo; thap-to ku-lae -coloque isso no forno; yakbit-tu -nas costas da mão; yam-do -na estrada/caminho. Já a vogal será u se se a vogal anterior for i ou u, ou o se a vogal anterior não for i nem u. Ex: nga-do 'wai -traga para mim; we-do bimala -eu devo te dá-lo; shar-do -para o leste; yin-du -para você.
O sufixo na determina a versão locativa do dativo. Ex: yak-na -na mão.

## Verbos
Os verbos não são conjugados quanto a pessoa e número. Eles apenas flexionam em tempo e aspecto. A morfologia verbal varia bastante de dialeto para dialeto. Os verbos podem ser considerados "duros" ou "macios" dependendo da maneira que se comportam em relação aos afixos. Todos os verbos que terminam com consoante são duros, enquanto verbos que terminam com vogal podem ser tanto duros quanto macios.

### Presente
As terminações e as epênteses do presente variam em cada dialeto. No dialeto chogor o sufixo do presente é da, e num verbo de radical macio recebe um t por epêntese. Ex: yö rat-da -está chovendo (o radical ra é macio e recebeu t); nget gä-da -nós estamos indo (gä é duro portanto não recebe t). Já no dialeto 'ura não há epênteses e o sufixo é sa se vem depois de uma consoante desvozeada e za se vem depois de uma vogal ou consoante vozeada.
A negação no presente é realizada com os prefixos me (em tang, chogor e 'ura) ou mi (em chunmat). Ex: me-yan-da (tang e chogor), me-yan-za ('ura), mi-yan-za (chumat) -não obedece.
Na forma interrogativa a vogal da terminação do presente muda de a para e. Ex: zhra but-de? -o que você está fazendo?.

### Passado Presenciado
Como o nome sugere, expressa um evento ou situação que o falante presenciou ele mesmo. Em 'ura a terminação é sempre s. Ex: ngat wet kran-s -eu senti sua falta; dema ngat khrak-s -eu cheguei ontem. Nos outros dialetos o s é mantido depois de um radical macio e radicais que terminam em t, sendo o t retirado. Ex: dot -dormir; dos -dormido.
A negação é feita pelo prefixo ma, e se o sufixo for macio, é adicionado também um sufixo t. Ex: ma-zu-t -Eu não comi; ngai khi-do tiru ma-bi-t -eu não dei dinheiro algum a ele.

### Passado Inferido
Ao contrário do passado presenciado, o falante usa o passado inferido para fazer deduções. Seu sufixo em chogor e chunmat é na, em 'ura é zumut e em tang é simut. Ex: nyit-na -se sentou (chogor e chunmat); khit gai-zumut -ele se foi ('ura); khit gai-simut -ele se foi (tang).
A negação é realizada pelo prefixo ma, tendo algumas sutis mudanças em outras estruturas das frases dependendo de especificidades de dialetos.

### Pretérito Imperfeito Presenciado
Um verbo nesta conjugação toma a terminação aspectual ba, sendo às vez pronunciado /pa/. Ex: boi mai kher-ba -eles tem construído a casa deles; ngat khrak-ba -eu estive ali. A negação é idêntica ao passado presenciado (adição de ma e perda de ba) sendo portanto, possível interpretá-la de duas maneiras.

### Cópulas
As cópulas (verbos que indicam estado, essência ou existência como os verbos estar, ser e haver em português) wen (ser) e min (não ser) conectam substantivos estabelecendo identidade aos referentes. As cópulas na (haver, existir) e mut (não haver, não existir) são usadas em sentidos existenciais ou locacionais. Ex: chan mut -não há importância; minbotsa-tshai kakcan mut-da -as mulheres não são boas.

### Futuro Infinitivo
A terminação futura é mala em chogor e chunmat  e sang em 'ura e tang.
Ex (Chogor e Chumat): minbotsa-o-tshai-gampo-ro  tiru  bi-mala (mulher-essa-plural-coletivo-télico dinheiro dar-futuro infinitivo) -eu darei dinheiro a estas mulheres.
Ex ('Ura e Tang): dot-sang -dormirá.

### Futuro Volicional
O futuro volicional expressa uma uma ação que o sujeito da frase tem intenção de realizar ou um evento que o sujeito tem certeza que ocorrerá. O morfema que expressa ideia é o sujeito ge. Ex: nyit-ge -eu vou sentar; zu-ge -eu vou comer.
A  negação é realizada a partir do prefixo mi (chogor) ou me (outros dialetos) e o sufixo ge é suprimido. Ex: khit me-gai -eu não vou embora; me-sut -eu não matarei.

### Supino
É uma categoria télica expressa pelos mesmos sufixos do caso dativo, seguindo as mesmas regras de harmonia consonantal e vocálica. O supino demonstra a finalidade de determinada coisa. Ex: dot-do (dormir-supino) -a fim de dormir/para dormir; khit pok-go ngat gai-ge -eu estou indo lá para dar uma surra nele.

### Imperativo
O imperativo é formado pelo sufixo lae. Ex: throi-lae -tire as ervas daninhas; extirpe; arranque pela raiz. Para formar a negação basta adicionar o sufixo ma. Ex: mento ma-throi-lae -não arranque (pelas raízes) as flores.

### Gerúndio
A terminação do gerúndio é se em tang, 'ura e chogor e si ou zi em chunmat. O sufixo é adicionado a um verbo que expressar um evento que ocorre simultaneamente ou logo antes da situação denotada no verbo principal. Ex: mai hram-se gai-e -depois que eles destriuiram a casa, eles foram embora; yigu dri-se zas -eu terminei de escrever.

### Adortativo
O adortativo é uma espécie de imperativo utilizado na primeira pessoa do plural. O sufixo adortativo é kya. Ex: tup-kya (cortar-adortativo) -vamos cortar/cortemos; dot-kya -vamos dormir/durmamos.

### Optativo
O optativo demonstra que pode ser que aconteça um determinado evento ou não. A termanição optativa é ga. Ex: yat bu-ga -pode ser que trabalhe (pronome não especificado); dot-ga -pode ser que durma.

### Evidencial Reportativo
O evidencial reportativo (de boatos) é uma partícula gramatical que indica que a informação veiculada em um enunciado não é produto das próprias observações do falante e que a precisão não determinada.
Em bumthang dois evidenciais reportativos são usados, um indicativo (re) e um interrogativo (shu.
Ex: khit nyit-ge shu -Estão dizendo/ ele diz  que ele vai ficar?; khit nyit-ge re -estão dizendo/ele diz  que ele vai ficar.

## Vocabulário
Expressões do dia-a-dia
- ཀུ་ཟུ་ཟང་པོ <Kuzuzangpo> -olá!
- ཨ་དར་ན་ཀེ་ <Adar na-ke> (como ser-INT) -como você está?
- ཨའོ་གའེ་སང་ <Ao gae-sang? (onde ser-FUT) -onde você está indo?
- ངཡ་མེ་བྲན་ <Ngai me-bran> (eu-ERG NEG-saber) -eu não sei.
- ཝི་ཇི་མིང་ཤྲ་ཡོ་ <Wiji ming sra yo?> (você-GEN nome qual ser-INT) -qual é o seu nome?
- ངའེ་མིང་X་ཝེན་ <Nga-e ming X wen> (eu-GEN nome X ser=) -Meu nome é X.

|    | Tang  | 'Ura  |    | Tang      | 'Ura       |     | Tang                              | 'Ura                              |
| -- | ----- | ----- | -- | --------- | ---------- | --- | --------------------------------- | --------------------------------- |
| 1  | thek  | thek  | 11 | chwaret   | choware    | 21  | khaethek neng thek                | khaethek ning thek                |
| 2  | zon   | zon   | 12 | chwa'nyit | chowa'nyis | 22  | khaethek neng zon                 | khaethek ning zon                 |
| 3  | sum   | sum   | 13 | chusum    | chusum     | 23  | khaethek neng sum                 | khaethek ning sum                 |
| 4  | ble   | blä   | 14 | cheble    | cheblä     | 40  | khaezon                           | khaezon                           |
| 5  | yanga | yanga | 15 | chänga    | chä'nga    | 60  | khaesum                           | khaesum                           |
| 6  | grok  | grok  | 16 | chöegrok  | chegrok    | 400 | nyinshuthek                       | nyinshuthek                       |
| 7  | 'nyit | 'nyis | 17 | cher'nyit | cher'nyis  | 420 | nyishuthek neng tsathek           | nyishuthek ning tsathek           |
| 8  | jat   | jat   | 18 | charjat   | cherjat    | 480 | nyinshuthek neng tsable           | nyinshuthek ning tsable           |
| 9  | dogo  | dogo  | 19 | chöedogo  | chedogo    | 481 | nyinshuthek neng tsable doma thek | nyinshuthek ning tsable doma thek |
| 10 | che   | che   | 20 | khaethek  | khaethek   | 482 | nyinshuthek neng tsable doma zon  | nyinshuthek ning tsable doma zon  |

Como todas as línguas do Butão, o sistema de numeração do bumthang tem base vigesimal. A palavra thek (um) também pode ser usada como artigo indefinido. Ao se referir a recipientes cheios, existem palavras diferentes para 'um' e 'dois', respectivamente, bleng e gwa.  Ex: Jappar bleng 'wai -Traga uma xícara de chá; Jappar gwa 'wai -Traga duas xícaras de chá.
A palavra neng/ning é a conjunção "e". Neng é utilizado nos dialetos tang e chogor, ning é utilizado em 'ura e chunmat. Quando um número precisa de duas conjunções "e", segunda conjunção usada é doma. Em números acima de 400, o prefixo khae é substituído por tsa.